# Rubtsovsk
Rubtsovsk (en ruso: Рубцо́вск) es una localidad rusa del krai de Altái ubicada cerca del río Aléi, un afluente del Obi, a 281 kilómetros al suroeste de Barnaúl.
Según el censo de 2021, su población ronda 126.834 habitantes.

## Historia
La localidad fue fundada en 1886 bajo el nombre de Rubtsovo, cerca de los pueblos Olovianishnikovo y Polovinkino. En 1892, que se considera el año de la fundación de Rubtsovsk, los habitantes obtuvieron el permiso del uso de la tierra.

## Demografía
| 1939   | 1959    | 1970    | 1979    | 1989    | 1992    | 2002    | 2008    |
| ------ | ------- | ------- | ------- | ------- | ------- | ------- | ------- |
| 38 000 | 111 000 | 145 000 | 157 100 | 171 800 | 172 400 | 163 063 | 156 166 |

## Estatus administrativo y municipal
La localidad fue fundada en 1892.

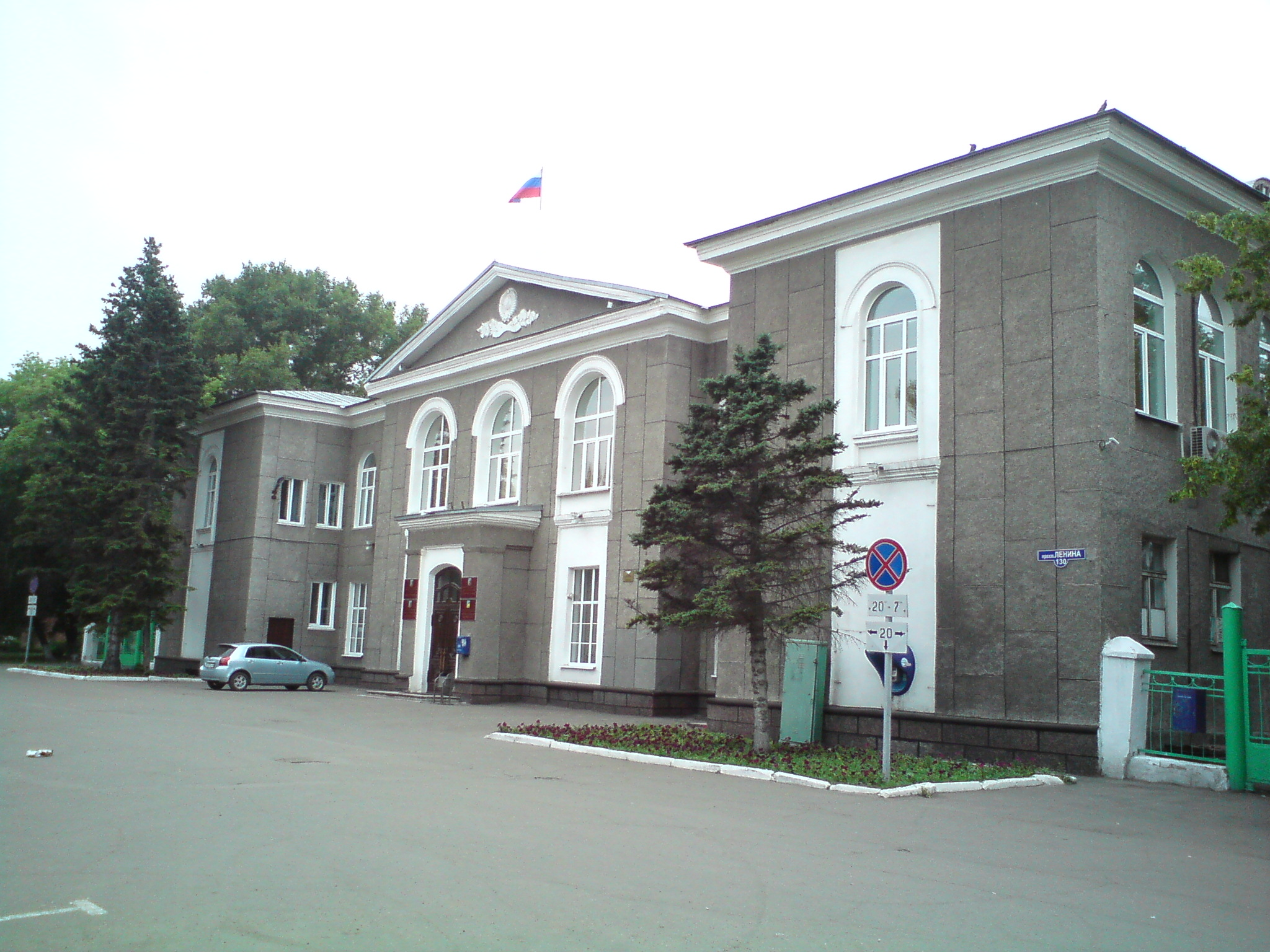
Sede de la administración

En la actualidad es el Centro administrativo del distrito de Rubtsovski, aunque no forme parte de él. Administrativamente fue incorporada como una ciudad significativa de la región.